# Arrondissement de Porrentruy
L'arrondissement de Porrentruy est une ancienne subdivision administrative française du département du Haut-Rhin créée le 17 février 1800 et supprimée le 11 avril 1814. Les cantons de Montbéliard et Audincourt restèrent en France.

## Composition
Il comprenait les cantons de Audincourt, Montbéliard, Porrentruy, Saint-Ursanne et Saignelégier.

## Liens
« L'almanach impérial pour l'année 1810 - Chapitre X : Organisation administrative »